# Castalius monrosi
Castalius monrosi är en fjärilsart som beskrevs av Semper 1890. Castalius monrosi ingår i släktet Castalius och familjen juvelvingar. Inga underarter finns listade i Catalogue of Life.